# Тъмен Науманов дрозд
Тъмен Науманов дрозд (Turdus eunomus) е вид птица от семейство Дроздови (Turdidae).

## Разпространение
Видът се размножава на изток от централен Сибир до Камчатка, а зимува в Япония, Южен Китай и Мианмар.